# 霍赫托爾峰
47°33′42″N 14°37′58″E / 47.56167°N 14.63278°E

霍赫托爾峰（德語：Hochtor），是奧地利的山峰，位於該國東南部，由施泰爾馬克州負責管轄，屬於恩斯塔爾阿爾卑斯山脈的一部分，海拔高度2,369米，人類在1855年首次登上該山峰。